# Periscepsia umbrinervis
Periscepsia umbrinervis är en tvåvingeart som först beskrevs av Villeneuve 1937.  Periscepsia umbrinervis ingår i släktet Periscepsia och familjen parasitflugor. Inga underarter finns listade i Catalogue of Life.